# Jacobo Frohschammer
Jakob Frohschammer (Illkofen, Baviera, 6 de enero de 1821 - Bad Kreuth, 14 de julio de 1893), teólogo y filósofo alemán.

## Biografía
Era párroco de aldea cuando fue llamado en 1855 a la universidad de Múnich, donde enseñó filosofía y teología. Su racionalismo inquietó a la autoridad pontificia, y varios de sus escritos fueron incluidos en el Índice. Entre sus obras destacan: Sobre el origen del hombre y su desarrollo espiritual (1833), Sobre el origen del alma humana (1855) y La filosofía de Tomás de Aquino (1889).
Condenado por la carta del Beato Pío IX, Gravissimas inter dirigida al arzobispo de Múnich-Frisinga en 1862.
- Datos: Q77449
- Multimedia: Jakob Frohschammer / Q77449